# Egyesült Arab Államok
Az Egyesült Arab Államok (arabul الدول العربية المتحدة – ad-Duwal al-ʿArabiyya al-Muttaḥida) az Egyesült Arab Köztársaságot alkotó Egyiptom és Szíria, illetve a Jemeni Királyság államszövetsége volt, amely a pánarab nacionalizmus eszméinek megvalósulásaként jött létre 1958-ban, majd 1961-ben bomlott fel.

## Története
Egyiptomban 1954-ben szerezte meg az elnöki hatalmat Gamal Abden-Nasszer, aki regionális befolyását féltve nem volt hajlandó csatlakozni az Amerika-barát államokat összefogó Bagdadi paktumhoz, helyette az iraki erősödést szintén ellenző Szaúd-Arábiával és Szíriával alakított ki katonai szövetséget 1955-ben, amihez a következő évben Jordánia és Jemen is csatlakozott. Az egyiptomi elnök az 1956-os szuezi válság kapcsán rendkívül nagy tekintélyre és népszerűségre tett szert az antikolonialista mozgalmak és az Izrael ellen harcoló arab államok körében. Ennek köszönhetően kedvező feltételek adódtak az általa képviselt arab egységeszme megvalósulásához, amire a külpolitikai elszigeteltségből kitörni akaró szíriai politikusok is fogékonyak voltak. Sukri el-Kuvatli szír elnök és Nasszer 1958. február 1-jén döntött az unió létrehozásáról. Február 5-én a két állam törvényhozásában hivatalosan is bejelentették az Egyesült Arab Köztársaság megalakulását, amelynek elnökévé Nasszert választották meg.
Az EAK létrejötte zavaros helyzetet teremtett a Közel-Keleten: Jordánia és Irak ellenszövetséget alapított Arab Föderáció néven, ami aztán a nyáron megszűnt, amikor az iraki hadsereg megdöntötte a monarchiát. Jordániát brit segélycsapatok mentették meg, a forrongó Libanonban pedig az Amerikai Egyesült Államok katonái akadályozták meg a nasszerista hatalomátvételt. Az elmaradott Észak-Jemen síita imám-uralkodója, Ahmad ibn Jahja értelemszerűen nem a monarchiaellenes nasszeri nacionalizmus vonzereje miatt jelezte társulási szándékát: részéről ez a lépés sokkal inkább azt célozta, hogy leszerelhesse az országában is megjelent nasszeristák mozgolódását, elkerülve az iraki királyi ház véres megbuktatásához hasonló leszámolást. 
Az Egyesült Arab Államok története során mindvégig szimbolikus jelentőségű maradt: Jemen minden tekintetben független politikát folytatott az Egyesült Arab Köztársaságtól, és megőrizte saját berendezkedését, önálló ENSZ-tagságát és nagykövetségeit. Ennek következtében, miután 1961 szeptemberében a nyomasztó egyiptomi fölény miatt elégedetlen Szíria elszakadt a szövetségtől, Nasszer kormányzata kezdeményezte az értelmetlenné vált konföderáció felszámolását 1961 decemberében. A következő év őszén, Ahmad király halálát követően Abdalláh asz-Szallál vezetésével Észak-Jemenben a nasszeristák vették át a hatalmat.